# 서울고속 (경기)
평택운수(―高速)은 경기도 평택시 이화로 139-19 (죽백동)에 본사를 둔 평택시의 시내버스 운송 회사이다.

## 역사
1976년 3월 31일 서울여객운수㈜《―旅客運輸 株式會社》로 설립, 1998년 서울고속 상호로 변경하였다. 과거에는 서울남부 - 평택, 동서울 - 오산 - 송탄 - 평택 등의 시외버스 노선도 운행하였으나 2006년 KD운송그룹에 시외버스 사업을 양도하고 현재는 평택시내버스만 운행하고 있다. 2024년 1월 4일에 평택운수로 상호가 변경되고 기존 평택운수는 평택이화운수로 변경된다.

## 현황
2021년 1월 기준이다.
| 운행업체 | 보유 노선수 | 보유 노선수 | 보유 노선수 | 보유 노선수 | 보유 노선수 | 등록 대수 | 등록 대수 | 등록 대수 | 등록 대수 | 등록 대수 |
| -------- | ----------- | ----------- | ----------- | ----------- | ----------- | --------- | --------- | --------- | --------- | --------- |
| 운행업체 | 노선 합계   | 광역급행    | 직행좌석    | 일반좌석    | 시내일반    | 대수 합계 | 광역급행  | 직행좌석  | 일반좌석  | 시내일반  |
| 서울고속 | 35          | -           | -           | -           | 35          | 78        | -         | -         | -         | 78        |

## 운행 노선

### 도시형버스
- ● 3번: 신가리 - 월곡동(협진여객 3번과는 무관한 노선)
- ● 3-1번: 노와4리 - 월곡동
- ● 3-2번: 신가리 - 월곡동(일 1회)
- ● 3-3번: 신가리 - 월곡동
- ● 3-5번: 팽성복지센터 - 소사SK view아파트(추팔리 경유)
- ● 5번: 소사벌휴먼시아 - 세교동 (2015년 6월 10일 신설, 구 5번과 달리 군문동에 가지 않는다)
- ● 6번: 현촌초교(현촌지구) - 현촌초교(현촌지구)(시장-터미널-뉴코아 순환)
- ● 7번: 서정리역 - 월곡동(코오롱 하늘채)
- ● 7-1번: 송탄동 행정복지센터 - 소사SK view아파트
- ● 7-2번: 새말신촌 - 경남아파트(평택중 경유)
- ● 7-3번: 서정리역 - 월곡동(서정리방면 내리(도일동) 경유)(코오롱 하늘채)
- ● 7-4번: 서정리역 - 월곡동(평택역방면 내리(도일동) 경유)(코오롱 하늘채)
- ● 7-5번: 서정리역 - 월곡동(재활복지대학 경유)
- ● 7-6번: 한국재활복지대학 - 월곡동(일 1회)
- ● 7-7번: 서정리역 - 월곡동(내리(도일동) 경유)(코오롱 하늘채)
- ● 7-8번: 서정리역 - 소사SK view아파트
- ● 8번: 양성터미널 - 월곡동
- ● 8-2번: 성은리 - 월곡동(8번 부수번호, 일 6회)
- ● 15번: 노양리 - 월곡동
- ● 15-1번: 도두리 - 월곡동
- ● 15-2번: 노양리 - 월곡동(안정리 경유)
- ● 15-3번: 도두리 - 월곡동
- ● 15-4번: 신대리 - 월곡동(일 1회)
- ● 20번: 용이동 - 안정5리 <이 노선은 협진여객과 공동 배차 운행한다.>
- ● 20-1번: 평택지제역 - 안정5리 <이 노선은 협진여객과 공동 배차 운행한다.>
- ● 49-4번: 월곡동 -> 비전중학교(평택중 경유)(일 1회)
- ● 57번: 신남2리 - 푸르지오(일 1회, 경기도 버스중에 유일하게 아산시를 경유하여 운행하는 노선)
- ● 57-1번: 대사1리 - 푸르지오
- ● 57-2번: 대사1리 - 월곡2동(일 1회)
- ● 100-2번: 한국폴리텍여자대학교 - 평택장례문화원
- ● 110번: 평택시외버스터미널 - 성환버스터미널 (일 8회, 천안시내버스 130번, 131번과 공동배차 운행하나 성환버스터미널- 남서울대학교 구간은 운행하지 않음)
- ● 888A번: 평택역 - 평택시외버스터미널 평택시의 구도심과 신도심을 연결하는 순환노선이다.> (2020년 9월 21일 신설)
- ● 1000번: 신흥마을 - 평택지제역 (2017년 4월 1일 신설)
- ● 311번: 동문굿모닝힐맘시티 - 평택지제역 (2021년 8월 30일 3151번 신설 후 22년 9월 1일 311로 노선변경)

## 미운행 노선
- ● 5번: 소사벌 휴먼시아 - 군문주공 아파트 (2015년 5월 20일 폐선) (6번에 흡수되었다가, 다시 분리되어 운행중)
- ● 49번: 동광아파트 - 월곡동(일 1회) (2017년 8월 폐선)
- ● 49-1번: 삼성아파트 - 월곡1리 (2017년 8월 폐선)
- ● 49-3번: 비전 중학교 - 푸르지오 (2017년 8월 폐선)
- ● 57-3번: 월곡2동 - 푸르지오(기계공고,청룡동 경유)(일 1회) (2017년 8월 폐선)
- ● 57-4번: 군문주공아파트 - 푸르지오 (2017년 8월 폐선)

## 보유 차량
전 차량이 하이거 버스와 현대자동차의 차종으로 운용한다.
- 현대 그린시티
- 현대 뉴 슈퍼 에어로시티
- 현대 저상 뉴 슈퍼 에어로시티
- 현대 일렉시티
- 하이거 하이퍼스

## 같이 보기
- 협진여객